# Pentaprisma

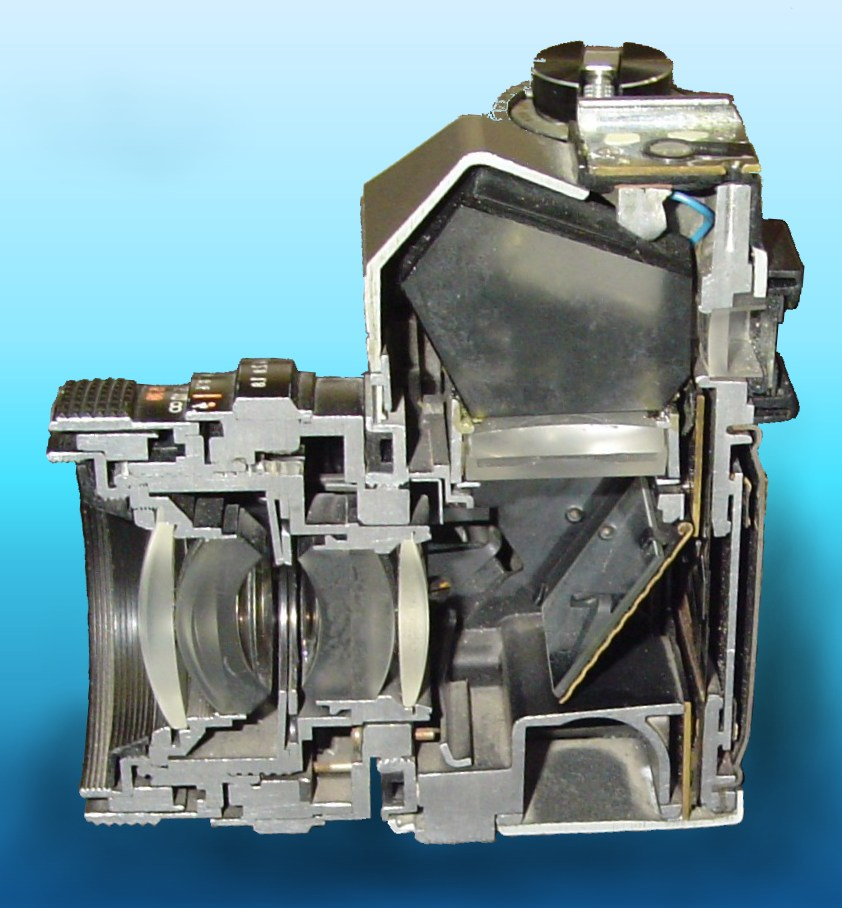
Montaje de un pentaprisma en una cámara réflex

Un pentaprisma es un prisma reflectivo de cinco caras empleado para desviar un rayo de luz en ángulo de 90°. El rayo de luz se refleja dos veces dentro del prisma, permitiendo la transmisión de una imagen en ángulo recto sin invertirla, contrario a lo que haría un prisma común.
Las reflexiones dentro del prisma no son provocadas por la reflexión interna total, debido a que los rayos ya poseen un ángulo menor al denominado ángulo crítico. Ambas caras están revestidas para proveer una superficie espejada. Las dos caras opuestas a las encargadas de transmitir el rayo de luz también están revestidas, pero con un revestimiento anti-reflexión para reducir reflexiones espurias. La quinta cara del prisma no es ópticamente usada, pero su función consiste en truncar lo que de otra forma sería un ángulo torpe uniendo las dos caras reflectivas. 
Una variante de este prisma es el pentaprisma con techo el cual es comúnmente usado en el visor de imagen de las cámaras  réflex de único objetivo o SLR. En este caso, la imagen necesita ser reflejada de izquierda a derecha (es decir, de forma invertida), ya que el prisma transmite la imagen formada a la pantalla de enfoque de la cámara, la cual es auto-reflejada por el espejo contenido en el cuerpo de la cámara. Esta reflexión se obtiene reemplazando una de las caras reflectivas de un pentaprisma normal por una que posee un "techo", el cual consiste de dos superficies adicionales anguladas entre sí y que se juntan formando un ángulo de 90°. Esta forma de prisma produce la inversión de la imagen en sentido horizontal, la inversión de la imagen en sentido vertical, la ha realizado previamente el espejo.
- Datos: Q866442
- Multimedia: Pentaprisms / Q866442